# Kildare South (circonscription du Dáil)
Kildare South est une circonscription électorale irlandaise. Elle permet d'élire trois membres du Dáil Éireann, la chambre basse de l'Oireachtas, le parlement d'Irlande. L'élection se fait suivant un scrutin proportionnel plurinominal avec scrutin à vote unique transférable.

## Députés
Note : Les colonnes de ce tableau sont utilisées uniquement à des fins de présentation et aucune importance ne doit être attachée à l'ordre des colonnes. Pour plus de détails sur l'ordre dans lequel les sièges ont été remportés à chaque élection, voir les résultats détaillés de cette élection.
1. ↑  Elected Ceann Comhairle March 2016

## Élections

### Élections générales de 2020
|                                                                                           | Ceann Comhairle                 | Seán Ó Fearghaíl       | Réélu automatiquement | N/A    |        |        |        |        |        |        |        |
|                                                                                           | Sinn Féin                       | Patricia Ryan          | 21,49                 | 10 155 | 10 461 | 10 719 | 11 072 | 11 295 | 12 152 |        |        |
|                                                                                           | Fine Gael                       | Martin Heydon          | 17,07                 | 8 069  | 8 120  | 8 218  | 8 567  | 9 010  | 9 651  | 11 676 | 11 710 |
|                                                                                           | Sans étiquette                  | Cathal Berry           | 12,15                 | 5 742  | 5 961  | 6 176  | 6 501  | 6 876  | 8 270  | 10 693 | 10 940 |
|                                                                                           | Fianna Fáil                     | Fiona O’Loughlin       | 12,54                 | 5 927  | 5 985  | 6 043  | 6 176  | 8 177  | 8 936  | 10 370 | 10 425 |
|                                                                                           | Parti travailliste              | Mark Wall              | 12,48                 | 5 899  | 5 974  | 6 142  | 6 648  | 6 984  | 7 484  |        |        |
|                                                                                           | Sans étiquette                  | Fiona McLoughlin Healy | 7,65                  | 3 616  | 3 730  | 3 938  | 3 938  | 4 471  |        |        |        |
|                                                                                           | Fianna Fáil                     | Suzanne Doyle          | 7,58                  | 3 580  | 3 665  | 3 703  | 3 782  |        |        |        |        |
|                                                                                           | Parti vert                      | Ronan Maher            | 3,47                  | 1 639  | 1 754  | 2 144  |        |        |        |        |        |
|                                                                                           | Sociaux-démocrates              | Linda Hayden           | 2,83                  | 1 338  | 1 474  |        |        |        |        |        |        |
|                                                                                           | Aontú                           | Anita Mhic Gib         | 1,47                  | 697    |        |        |        |        |        |        |        |
|                                                                                           | Solidarity–People Before Profit | Róisín Uí Bhroin       | 1,27                  | 598    |        |        |        |        |        |        |        |
| Électorat : 77 719 Valide : 47 260 Non valide : 440 Quota : 11 815 Participation : 61,37% |                                 |                        |                       |        |        |        |        |        |        |        |        |

1. ↑  People Before Profit  Solidarity and RISE are contesting this election as Solidarity–People Before Profit  so candidates appear on the ballot under this name, Uí Bhroin is a member of People Before Profit,